# Antonija Parwanowa

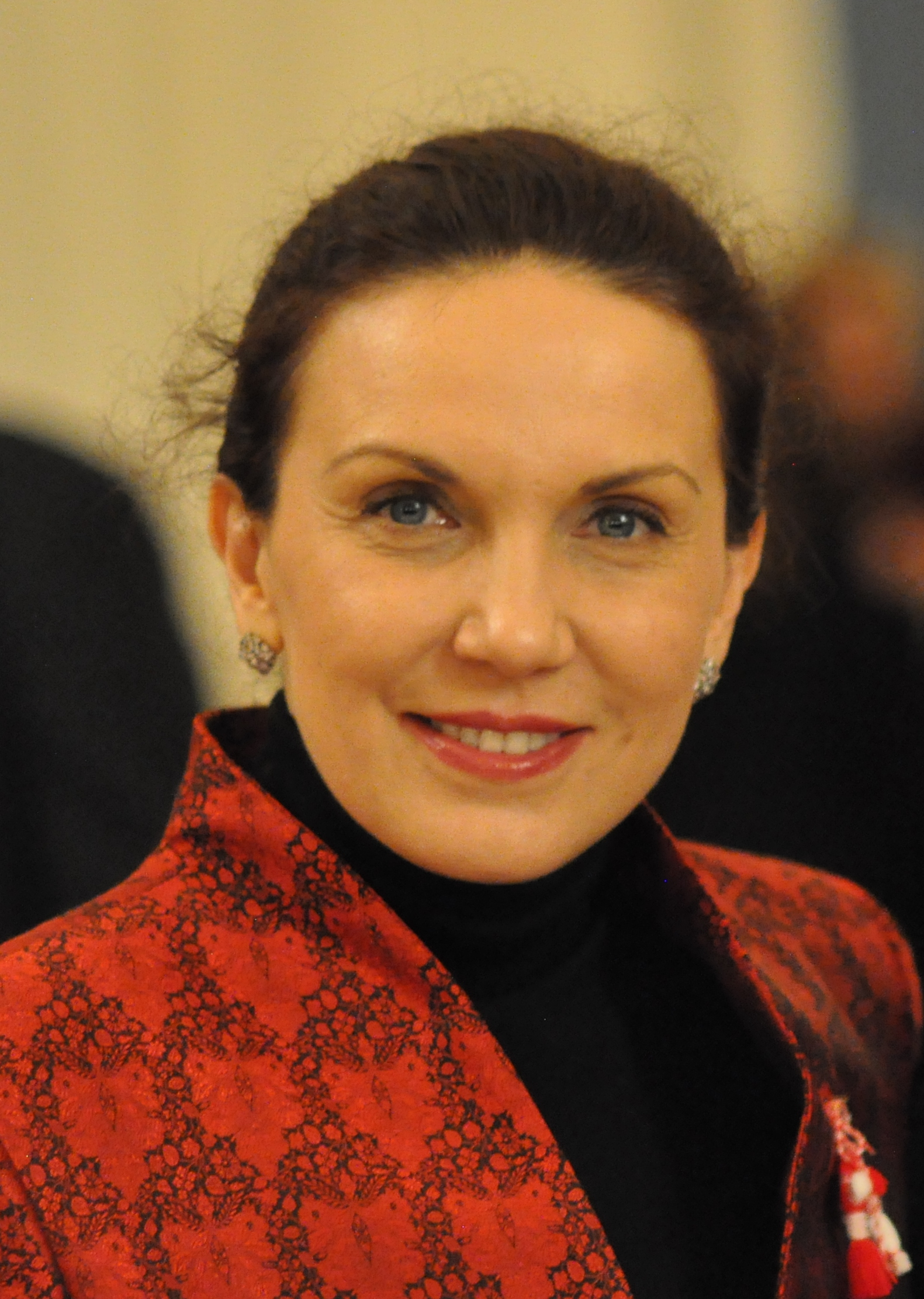
Antonia Parwanowa

Antonija Stefanowa Parwanowa (auch Antoniya Stefanova Parvanova, bulgarisch Антония Стефанова Първанова; * 26. April 1962 in Dobritsch, Bulgarien) ist eine bulgarische Politikerin der Partei NDSW und war von 2005 bis 2014 Mitglied des Europäischen Parlaments. Sie spricht Englisch, Deutsch und Russisch.